# Yohann Simon
Pour les articles homonymes, voir Simon (patronyme).
Yohann Simon, né le 16 novembre 2001 au Mesnil-Opac, est un coureur cycliste français.

## Biographie
Yohann Simon est originaire du Mesnil-Opac,. Il commence le vélo durant son enfance dans un club de Torigny-les-Villes. Chez les minimes, il s'impose à une dizaine de reprises. Il poursuit ensuite sa progression au Moyon Cyclosport. Avec cette formation, il devient notamment champion départemental de la Manche chez les juniors en 2018. Il obtient aussi diverses victoires en cyclo-cross. 
En 2022, il décide de rejoindre l'USSA Pavilly Barentin, un autre club normand. Décrit comme un « puncheur-grimpeur », il se révèle au plus haut niveau amateur en 2023 avec une victoire d'étape sur La SportBreizh,. Il finit par ailleurs cinquième du Saint-Brieuc Agglo Tour. Dans le même temps, il ne délaisse pas ses études en suivant un DUT Techniques de Commercialisation à Caen.
Lors de la saison 2024, il confirme ses aptitudes en réalisant les meilleures performances de sa carrière. À la fin de l'été, il remporte la dernière étape ainsi que le classement général des Trois Jours de Cherbourg,. La même année, il s'adjuge la Ronde Mayennaise. Il décroche également de nombreuses places d'honneur. Grâce à ses performances, il parvient à signer un premier contrat professionnel avec l'équipe continentale Saint Michel-Auber 93.

## Palmarès
- 2018
  - Champion de la Manche sur route juniors
  - 3e d'Arguenon-Vallée Verte
- 2023
  - 2e étape de La SportBreizh
- 2024
  - Trois Jours de Cherbourg :
    - Classement général
    - 3e étape

  - Ronde Mayennaise
  - 2e du Tour du Signal de Perseigne
  - 2e du Tour de Belle-Île-en-Mer
  - 3e de la Ronde du Pays basque